# 赤平駅
赤平駅（あかびらえき）は、北海道赤平市泉町1丁目にある北海道旅客鉄道（JR北海道）・日本貨物鉄道（JR貨物）根室本線の駅である。駅番号はT23。事務管理コードは▲130402。かつては急行「狩勝」の停車駅だった。

## 歴史

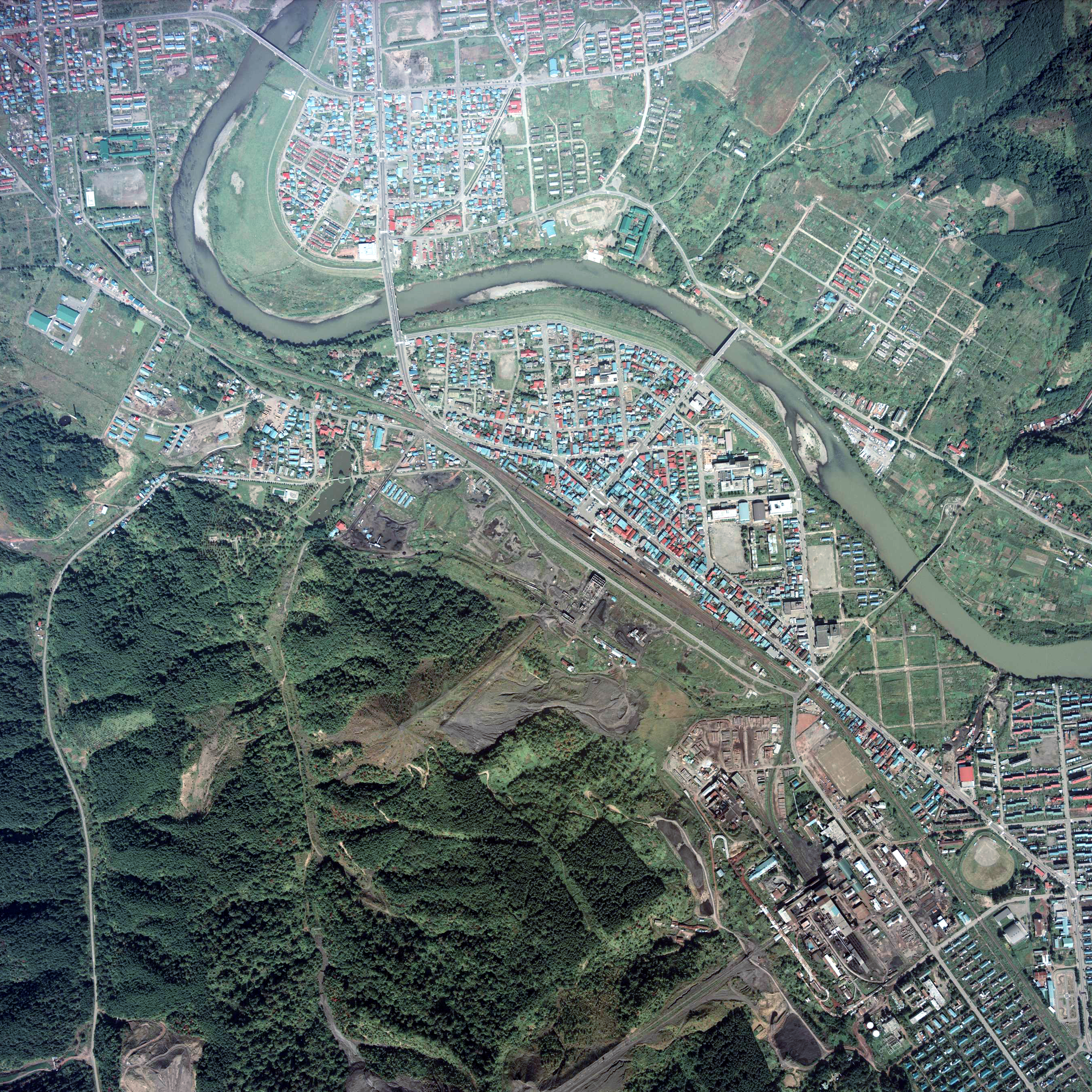
1977年の赤平駅と周囲約1.5km範囲。右下が富良野方面。

空知炭山北側に位置する赤平は芦別と共に豊富な石炭鉱脈があることが知られ、早くから大小の企業による試掘や採掘が行なわれて来た。その中で赤平3山と呼ばれてきたのが、昭和電工の豊里、北炭の赤間、住友の赤平の各炭鉱で、当駅西側に豊里、中央及び空知川対岸に北炭赤間、当駅東側に住友赤平と市街を3分していた。いずれも駅裏山側に大きなズリ山を有し、赤平は3つのズリ山が特徴となっていた程である。
昭和30年代後半の最盛期には、これら3つの積込専用線から毎日200両近い石炭車が当駅へ吐き出され、長大貨物列車となって全国へと向かっていった。昭和40年代になり、エネルギー転換政策によって他の産炭地同様に炭鉱が閉山に追い込まれると、当駅の貨物取り扱いは殆ど無くなった。

### 年表
- 1913年（大正2年）11月10日：国有鉄道の上赤平駅（）として開業[2]。
- 1918年（大正7年）4月?：北海道炭礦汽船赤平坑（後の末広炭礦）から駅裏の積込場へ輪車路敷設、及び当駅滝川側からの引込線敷設。
- 1938年（昭和13年）2月：昭和肥料（後の昭和電工）豊里炭鉱積込ポケットまでの専用線敷設。
- 1940年（昭和15年）
  - 6月：空知川対岸の北炭赤間炭鉱本坑からの索道完成。駅裏の積込場に選炭工場と積込ポケット設置。
  - 12月13日：住友鉱業赤平砿業所の選炭工場積込ポケットまでの専用線2040m敷設。（運用は翌昭和16年1月から。）
- 1942年（昭和17年）
  - 7月：北炭赤間炭鉱本坑から空知川の赤間開坑橋を渡り、駅裏選炭工場までの坑外電車軌道（輪車路）が完成し索道廃止。
  - 10月21日：駅舎改築。
- 1943年（昭和18年）
  - 4月：跨線橋設置。
  - 6月15日：赤平駅に改称[2]。
- 1967年（昭和42年）：昭和電工豊里炭鉱閉山。専用線廃止。
- 1973年（昭和48年）2月27日：空知炭礦（旧北炭）赤間炭鉱閉山。専用線廃止。
- 1984年（昭和59年）
  - 2月1日：専用線発着を除く車扱貨物の取扱いを廃止[2]。
  - 3月31日：業務委託駅となる[4]。
- 1985年（昭和60年）3月14日：荷物の取扱いを廃止[2]。
- 1987年（昭和62年）4月1日：国鉄分割民営化によりJR北海道・日本貨物鉄道（JR貨物）の駅となる[2]。
- 1989年（平成元年）
  - 3月23日：住友石炭赤平炭砿への専用線が撤去。
  - 4月1日：JR貨物の駅としては当駅が廃止される。[要出典]
- 1999年（平成11年）10月17日：駅舎改築[5]。
- 2016年（平成28年）3月25日：みどりの窓口の営業を終了。翌日より簡易委託駅となる[1]。

## 駅構造
単式ホーム1面1線と島式ホーム1面2線の計2面3線を有する地上駅。ホームの移動は跨線橋を使う。駅舎は「赤平市交流センターみらい」との合築となっている。駅舎から見て反対側には、貨物側線、照明灯、信号機が残されているが、2022年12月現在は使用されていない。
滝川駅が管理し、赤平市が駅業務を受託する簡易委託駅（土日祝休業）。乗車券は当駅発の道内在来線各駅まで、特急券・指定券は道内在来線に限り発売する。

### のりば
| 番線 | 路線      | 方向 | 行先           | 備考           |
| ---- | --------- | ---- | -------------- | -------------- |
| 1    | ■根室本線 | 下り | 富良野方面     |                |
| 1    | ■根室本線 | 上り | 滝川方面       |                |
| 2    | ■根室本線 | 上り | 滝川方面       | 列車交換時のみ |
| 3    | ■根室本線 | -    | （臨時ホーム） | （臨時ホーム） |

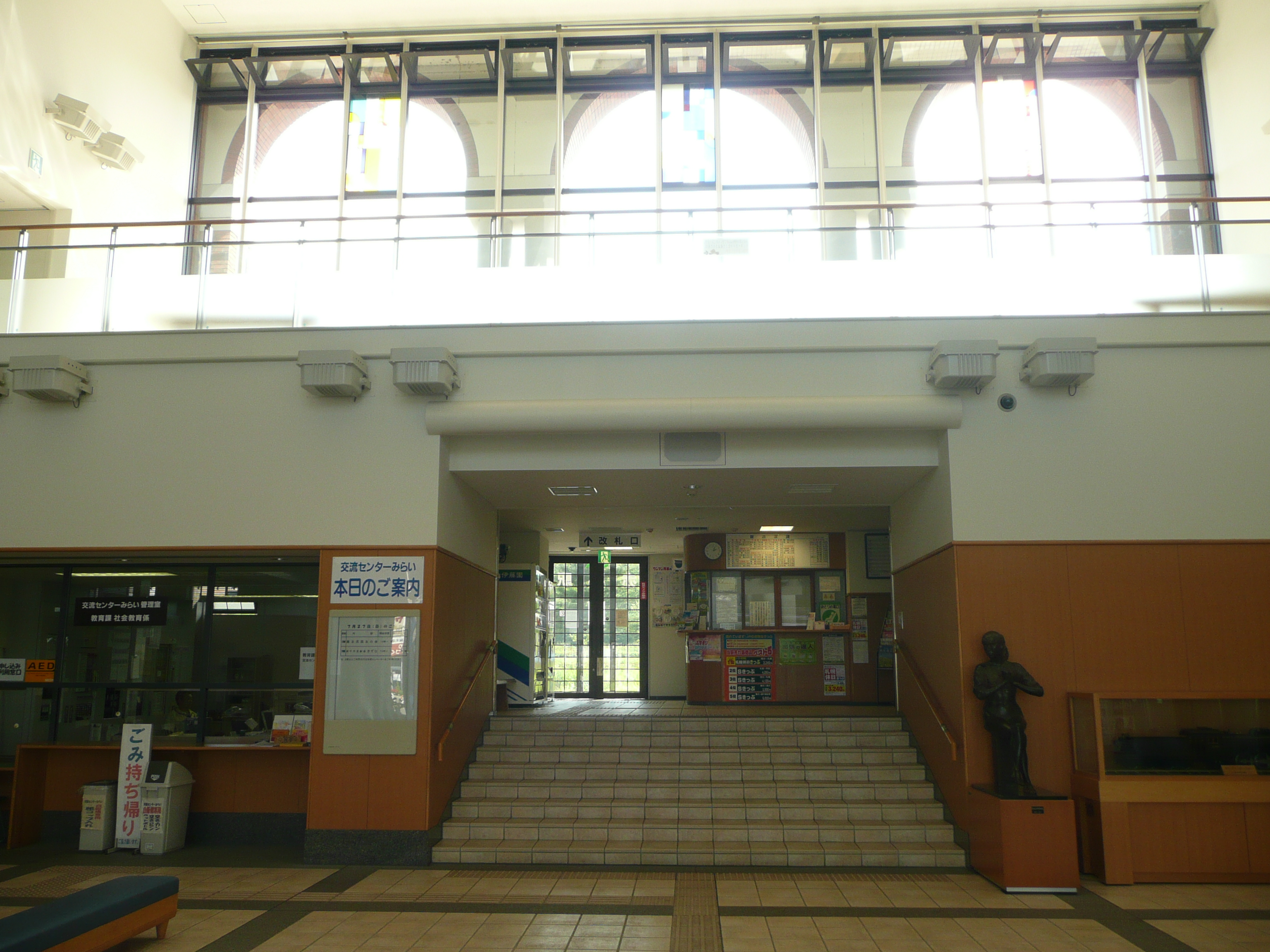
駅舎内（2008年7月）
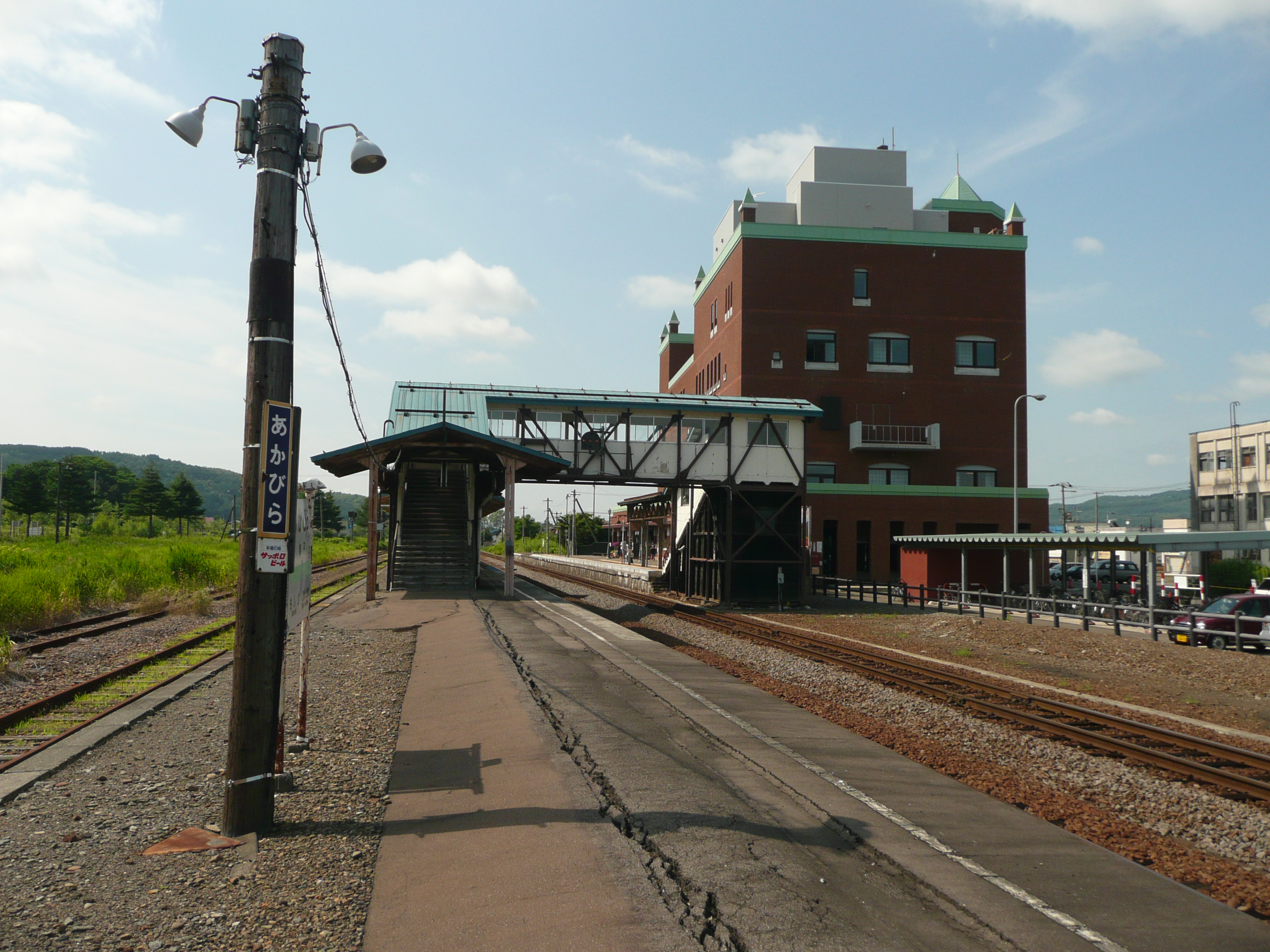
ホーム（2008年7月）
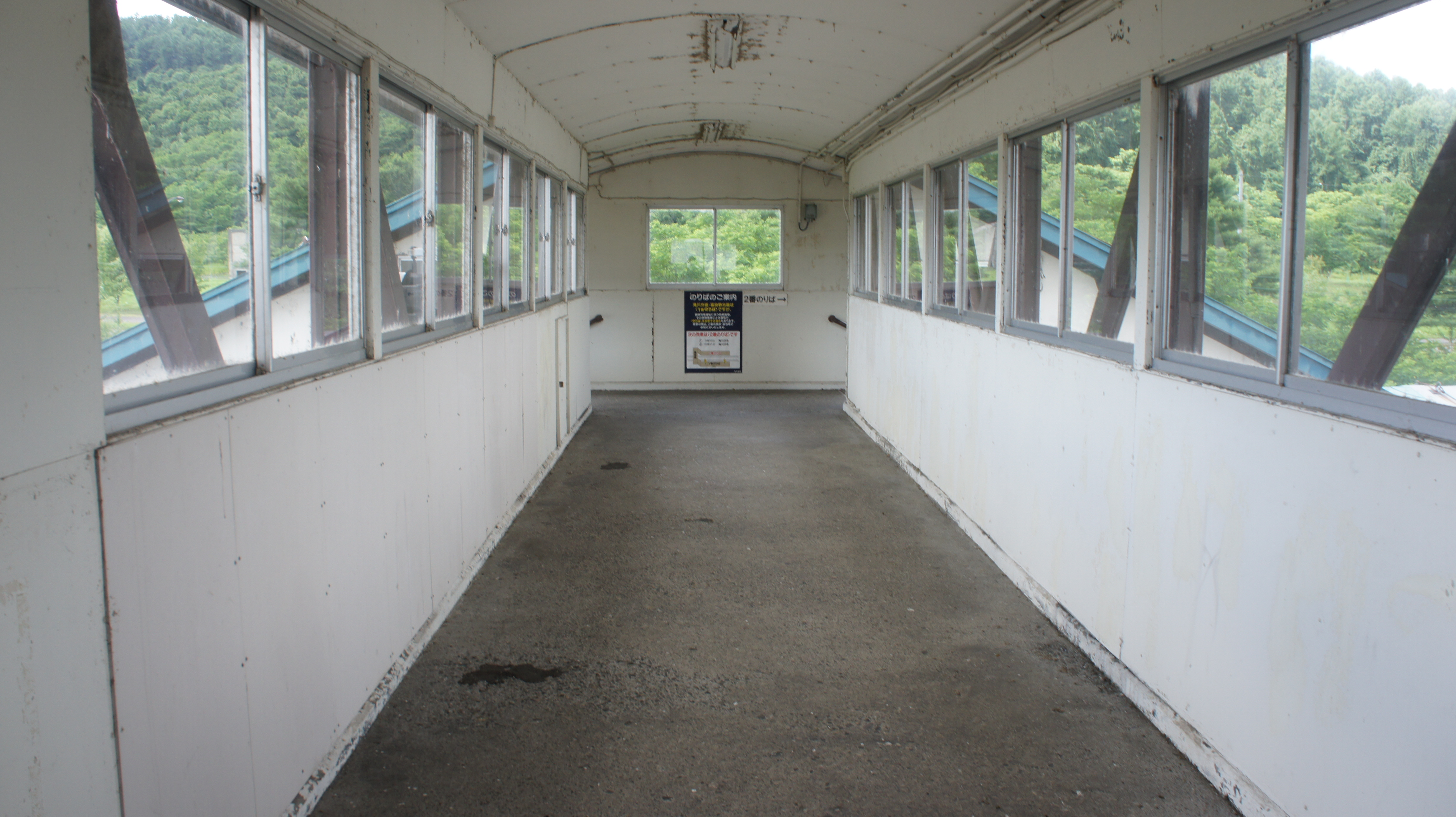
跨線橋（2017年8月）

## 貨物取扱
かつて、駅南東に住友石炭鉱業赤平鉱業所があり、この工場へ至る専用線が駅から分岐していた。専用線上には、石炭を貨車に積み込むためのホッパーが設置されていた。工場の閉鎖に伴い1989年（平成元年）に専用線が廃止されると、当駅の貨物列車発着はなくなり、駅の登録も抹消された。最終期の1988年（昭和63年）3月時点では、石炭は滝川駅と東室蘭駅へ輸送されていた。
また、1960年（昭和35年）度には貨物発送量が梅田駅を抜き日本一であった。

## 利用状況
乗車人員の推移は以下のとおり。年間の値のみ判明している年については、当該年度の日数で除した値を括弧書きで1日平均欄に示す。乗降人員のみが判明している場合は、1/2した値を括弧書きで記した。
また、「JR調査」については、当該の年度を最終年とする過去5年間の各調査日における平均である。
| 年度               | 乗車人員 | 乗車人員 | 乗車人員 | 出典              | 備考 |
| 年度               | 年間     | 1日平均  | JR調査   | 出典              | 備考 |
| ------------------ | -------- | -------- | -------- | ----------------- | ---- |
| 2013年（平成25年） | 56,512   | (154.8)  |          | [ 8 ]             |      |
| 2014年（平成26年） | 52,833   | (144.7)  |          | [ 8 ]             |      |
| 2015年（平成27年） | 50,130   | (137.0)  |          | [ 8 ]             |      |
| 2016年（平成28年） | 38,860   | (106.5)  | 135.4    | [ 8 ] [ JR北 1 ]  |      |
| 2017年（平成29年） | 36,636   | (100.4)  | 122.8    | [ 8 ] [ JR北 2 ]  |      |
| 2018年（平成30年） | 28,433   | (77.9)   | 110.4    | [ 9 ] [ JR北 3 ]  |      |
| 2019年（令和元年） | 28,436   | (77.7)   | 103.4    | [ 9 ] [ JR北 4 ]  |      |
| 2020年（令和02年） | 23,196   | (63.6)   | 91.2     | [ 10 ] [ JR北 5 ] |      |
| 2021年（令和03年） |          |          | 85.2     | [ JR北 6 ]        |      |
| 2022年（令和04年） |          |          | 78.4     | [ JR北 7 ]        |      |
| 2023年（令和05年） |          |          | 76.2     | [ JR北 8 ]        |      |

## 駅周辺
- 国道38号
- 赤平市役所
- 赤歌警察署
- 赤平郵便局
- 赤平泉町郵便局
- 北門信用金庫赤平支店
- 北洋銀行赤平支店 - 2025年6月9日付で滝川支店（滝川市）内の店舗内店舗となる[11]。
- たきかわ農業協同組合（JAたきかわ）赤平支店
- 北海道赤平高等学校
- 赤平山スキー場
- あかびら市立病院
- 赤平公園
- 北海道中央バス（滝川営業所、高速ふらの号）「赤平駅前」停留所[12]
  - 2008年12月1日より、赤平ターミナルを廃止し駅前にバス停を設けている。

## 隣の駅
北海道旅客鉄道（JR北海道）
■根室本線
滝川駅 (A21) - （東滝川信号場）  - *（幌岡信号場） - 赤平駅 (T23) - 茂尻駅 (T24)
*打消線は廃止駅、信号場

### JR北海道
1. ↑  “駅別乗車人員（2016）” (PDF). 線区データ（当社単独では維持することが困難な線区）(地域交通を持続的に維持するために).   北海道旅客鉄道株式会社. p. 2 (2017年12月8日). 2018年8月17日時点のオリジナルよりアーカイブ。2018年8月17日閲覧。
2. ↑  「根室線（滝川・富良野間）」（PDF）『線区データ（当社単独では維持することが困難な線区）(地域交通を持続的に維持するために)』、北海道旅客鉄道株式会社、3頁、2018年7月2日。オリジナルの2018年8月18日時点におけるアーカイブ。2018年8月18日閲覧。
3. ↑  “根室線（滝川・富良野間）” (PDF). 線区データ（当社単独では維持することが困難な線区）(地域交通を持続的に維持するために).   北海道旅客鉄道. p. 3 (2019年10月18日). 2019年10月18日時点のオリジナルよりアーカイブ。2019年10月18日閲覧。
4. ↑  “根室線（滝川・富良野間）” (PDF). 地域交通を持続的に維持するために > 輸送密度200人以上2,000人未満の線区（「黄色」8線区）.   北海道旅客鉄道. p. 3 (2020年10月30日). 2020年11月2日時点のオリジナルよりアーカイブ。2020年11月4日閲覧。
5. ↑  “駅別乗車人員  特定日調査（平日）に基づく”.   北海道旅客鉄道. 2022年8月3日時点のオリジナルよりアーカイブ。2022年8月14日閲覧。
6. ↑  “駅別乗車人員  特定日調査（平日）に基づく”.   北海道旅客鉄道. 2022年9月3日時点のオリジナルよりアーカイブ。2022年9月3日閲覧。
7. ↑  “駅別乗車人員  特定日調査（平日）に基づく”.   北海道旅客鉄道. 2023年11月10日時点のオリジナルよりアーカイブ。2023年11月10日閲覧。
8. ↑  “駅別乗車人員  特定日調査（平日）に基づく”.   北海道旅客鉄道 (2024年). 2024年9月9日時点のオリジナルよりアーカイブ。2024年9月9日閲覧。